# Сейфуллін (село)
Сейфу́ллін (каз. Сейфуллин) — село у складі Сирдар'їнського району Кизилординської області Казахстану. Адміністративний центр та єдиний населений пункт Сейфуллінського сільського округу.
У радянські часи село називалось Сейфулліно.
Населення — 1664 особи (2021; 1600 у 2009, 1628 у 1999, 1581 у 1989).